# Cantoni di Limoges
La città di Limoges è suddivisa in più cantoni dell'Arrondissement di Limoges.

## Composizione
Fino al 2014 il territorio comunale della città era diviso in 16 cantoni:
1. cantone di Limoges-Beaupuy: comprendeva parte della città di Limoges;
2. cantone di Limoges-Carnot: comprendeva parte della città di Limoges;
3. cantone di Limoges-Centre: comprendeva parte della città di Limoges;
4. cantone di Limoges-Cité: comprendeva parte della città di Limoges;
5. cantone di Limoges-Condat: comprendeva parte della città di Limoges e i comuni di Condat-sur-Vienne, Solignac, Le Vigen;
6. cantone di Limoges-Corgnac: comprendeva parte della città di Limoges;
7. cantone di Limoges-Couzeix: comprendeva parte della città di Limoges e il comune di Couzeix;
8. cantone di Limoges-Émailleurs: comprendeva parte della città di Limoges;
9. cantone di Limoges-Grand-Treuil: comprendeva parte della città di Limoges;
10. cantone di Limoges-Isle: comprendeva parte della città di Limoges e il comune di Isle;
11. cantone di Limoges-La Bastide: comprendeva parte della città di Limoges;
12. cantone di Limoges-Landouge: comprendeva parte della città di Limoges;
13. cantone di Limoges-Le Palais: comprendeva parte della città di Limoges e il comune di Le Palais-sur-Vienne
14. cantone di Limoges-Panazol: comprendeva parte della città di Limoges e i comuni di Aureil, Feytiat, Panazol, Saint-Just-le-Martel;
15. cantone di Limoges-Puy-las-Rodas: comprendeva parte della città di Limoges;
16. cantone di Limoges-Vigenal: comprendeva parte della città di Limoges.

A seguito della riforma approvata con decreto del 20 febbraio 2014, che ha avuto attuazione dopo le elezioni dipartimentali del 2015, il territorio comunale della città di Limoges è stato suddiviso in 9 cantoni:
1. cantone di Limoges-1: comprende parte della città di Limoges;
2. cantone di Limoges-2: comprende parte della città di Limoges;
3. cantone di Limoges-3: comprende parte della città di Limoges;
4. cantone di Limoges-4: comprende parte della città di Limoges;
5. cantone di Limoges-5: comprende parte della città di Limoges e i comuni di Le Palais-sur-Vienne e Rilhac-Rancon;
6. cantone di Limoges-6: comprende parte della città di Limoges;
7. cantone di Limoges-7: comprende parte della città di Limoges;
8. cantone di Limoges-8: comprende parte della città di Limoges;
9. cantone di Limoges-9: comprende parte della città di Limoges e il comune di Isle;